# Кубок Судану з футболу
Кубок Судану з футболу — футбольне змагання, яке щорічно проводить Суданська футбольна асоціація серед футбольних клубів Судану.

## Формат
Змагання проходить у форматі плей-оф, беруть участь 32 клуби, які розпочинають турнірний шлях зі стадії 1/16 фіналу. Команда-переможець турніру виходить до Кубку конфедерації КАФ.

## Переможці та фіналісти
| Сезон     | Чемпіон                     | Результат          | Фіналіст                  |
| --------- | --------------------------- | ------------------ | ------------------------- |
| 1963      | «Аль-Меррейх»               | –                  |                           |
| 1964-1969 | Не проводився               | Не проводився      | Не проводився             |
| 1970      | «Аль-Меррейх»               | –                  |                           |
| 1971      | «Аль-Меррейх»               | –                  |                           |
| 1972      | «Аль-Меррейх»               | –                  |                           |
| 1973      | Не проводився               | Не проводився      | Не проводився             |
| 1974      | «Аль-Меррейх»               | –                  |                           |
| 1975-1976 | Не проводився               | Не проводився      | Не проводився             |
| 1977      | «Аль-Хіляль» (Омдурман)     | –                  |                           |
| 1978      | «Аль-Ніл» (Хартум)          | –                  |                           |
| 1979-1980 | Не проводився               | Не проводився      | Не проводився             |
| 1981      | «Хай аль-араб» (Порт-Судан) | –                  |                           |
| 1982      | «Аль-Аглі» (Медані)         | –                  |                           |
| 1983      | «Аль-Меррейх»               | –                  |                           |
| 1984      | «Аль-Меррейх»               | –                  |                           |
| 1985      | «Аль-Меррейх»               | –                  |                           |
| 1986      | «Аль-Меррейх»               | –                  |                           |
| 1987      | «Аль-Мурада»                | –                  |                           |
| 1988      | «Аль-Меррейх»               | –                  |                           |
| 1989      | «Аль-Мурада»                | –                  |                           |
| 1990      | «Аль-Іттіхад» (Медані)      | –                  |                           |
| 1991      | «Аль-Меррейх»               | –                  |                           |
| 1992      | «Аль-Меррейх»               | –                  |                           |
| 1993      | «Аль-Хіляль» (Омдурман)     | –                  |                           |
| 1994      | «Аль-Меррейх»               | –                  |                           |
| 1995      | «Аль-Мурада»                | –                  |                           |
| 1996      | «Аль-Меррейх»               | –                  |                           |
| 1997      | «Аль-Мурада»                | –                  |                           |
| 1998      | «Аль-Хіляль» (Омдурман)     | 2 – 0              | «Аль-Меррейх»             |
| 1999      | «Аль-Мурада»                | –                  |                           |
| 2000      | «Аль-Хіляль» (Омдурман)     | 3 – 0              | «Аль-Аглі» (Медані)       |
| 2001      | «Аль-Меррейх»               | 1 – 0              | «Аль-Мурада»              |
| 2002      | «Аль-Хіляль» (Омдурман)     | 2 – 0              | «Аль-Меррейх»             |
| 2003      | Не проводився               | Не проводився      | Не проводився             |
| 2004      | «Аль-Хіляль» (Омдурман)     | 0 – 0 (3–2 пен.)   | «Аль-Меррейх»             |
| 2005      | «Аль-Меррейх»               | 0 – 0 (4–2 пен.)   | «Аль-Хіляль» (Омдурман)   |
| 2006      | «Аль-Меррейх»               | 2 – 0              | «Аль-Хіляль» (Омдурман)   |
| 2007      | «Аль-Меррейх»               | 1 – 0              | «Аль-Хіляль» (Омдурман)   |
| 2008      | «Аль-Меррейх»               | 0 – 0 (2-0 pen.)   | «Аль-Хіляль» (Омдурман)   |
| 2009      | «Аль-Хіляль» (Омдурман)     | 2 – 1              | «Аль-Меррейх»             |
| 2010      | «Аль-Меррейх»               | 2 – 0              | «Аль-Хіляль» (Омдурман)   |
| 2011      | «Аль-Хіляль» (Омдурман)     | 2 – 0 (Adjudicado) | «Аль-Меррейх»             |
| 2012      | «Аль-Меррейх»               | 0 – 0 (3-1 pen.)   | «Аль-Хіляль» (Омдурман)   |
| 2013      | «Аль-Меррейх»               | 2 – 0 (Adjudicado) | «Аль-Хіляль» (Омдурман)   |
| 2014      | «Аль-Меррейх»               | 3 – 1              | «Аль-Хіляль» (Омдурман)   |
| 2015      | «Аль-Меррейх»               | 2 – 0 (Adjudicado) | «Аль-Хіляль» (Омдурман)   |
| 2016      | «Аль-Хіляль» (Омдурман)     | 2 – 1              | «Аль-Хіляль» (Аль-Убайїд) |
| 2017      | «Аль-Аглі» (Шенді)          | 1 – 1 (4-2 пен.)   | «Аль-Хіляль» (Омдурман)   |
| 2018      | «Аль-Меррейх»               | 4 – 1              | «Аль-Хіляль» (Аль-Убайїд) |

## Переможці за кількістю трофеїв
| Клуб                        | Чемпіонств | Роки чемпіонств |
| --------------------------- | ---------- | --- |
| «Аль-Меррейх» (Омдурман)    | 25         | 1963, 1970, 1971, 1972, 1974, 1983, 1984, 1985, 1986, 1988, 1991, 1992, 1994, 1996, 2001, 2005, 2006, 2007, 2008, 2010, 2012, 2013, 2014, 2015, 2018 |
| «Аль-Хіляль» (Омдурман)     | 9          | 1977, 1993, 1998, 2000, 2002, 2004, 2009, 2011, 2016                                                                                                 |
| «Аль-Мурада» (Омдурман)     | 5          | 1987, 1989, 1995, 1997, 1999 |
| «Аль-Ніл» (Хартум)          | 1          | 1978 |
| «Хай аль-Араб» (Порт-Судан) | 1          | 1981 |
| «Аль-Аглі» (Вед Медані)     | 1          | 1982 |
| «Аль-Іттіхад» (Вед Медані)  | 1          | 1990 |
| «Аль-Аглі» (Шенді)          | 1          | 2017 |